# Tricimba bhutanensis
Tricimba bhutanensis är en tvåvingeart som beskrevs av Cherian 1976. Tricimba bhutanensis ingår i släktet Tricimba och familjen fritflugor.
Artens utbredningsområde är Bhutan. Inga underarter finns listade i Catalogue of Life.